# 阮文春 (1892年)
阮文春（發音：[ŋwiən˦ˀ˥ van˧˧ swən˧˧]；1892年4月3日—1989年1月14日），越南軍人和政治家。法國師級將軍。

## 生平
1892年4月3日，阮文春出生於法屬交趾支那長壽村。阮文春的父親是爲法國殖民政府工作的越南人官員，先後擔任教師和西貢市政廳的僱員。1896年阮文春全家歸化爲法國公民。在西貢的沙瑟盧-洛巴中學和阿爾及利亞學習後，1912年阮文春成爲了第一位進入巴黎綜合理工學院的越南人。

### 軍事生涯
加入法國陸軍后，阮文春在第一次世界大戰期間擔任少尉，並參加了凡爾登戰役，被授予了英勇十字勳章。
隨後他繼續自己的軍事生涯，直到晉升爲上校軍銜。1939年至1940年，法國本土進行了動員。停戰後阮文春在法國逗留了一段時間，然後於1941年返回法屬印度支那。在1945年3月的三九政變中，他參與了河內要塞的保衛戰。由於拒絕與親日政府合作，阮文春被送進了監獄。

### 政治生涯
第二次世界大戰結束後，阮文春支持法國人在1945年秋天返回印度支那，但是同時他也支持將當時被分爲三份（安南、東京和交趾支那）的越南統一，甚至還支持將東方匯理銀行國有化。在1946年楓丹白露宮會議前，他被派往法國，進行南圻自治共和國成立前對政界的調查。
1946年6月2日，南圻總理阮文清公佈內閣名單，阮文春任南圻自治共和国副总理兼軍隊部長。
1946年11月阮文清自殺後，阮文春曾擔任臨時職務，但由於他支援越南民族統一的聲明，他遭到了解僱，由黎文劃擔任南圻自治共和國總理。此後，他一直遠離南圻政府，這使得法國人对他產生反感。1947年10月，當法國人開始傾向於在保大帝的支持下解決越南統一問題時，阮文春設法取代了黎文劃，成爲了南圻總理，並將政府更名爲了越南南方共和（Cộng-hòa Nam-phần Việt-nam）政府。同年，他被法軍任命爲准將，成爲法國軍隊中的第一位越南將軍。他還被授予法國榮譽軍團大十字勳章。後來在1949年5月，他又晉升爲師級將軍。

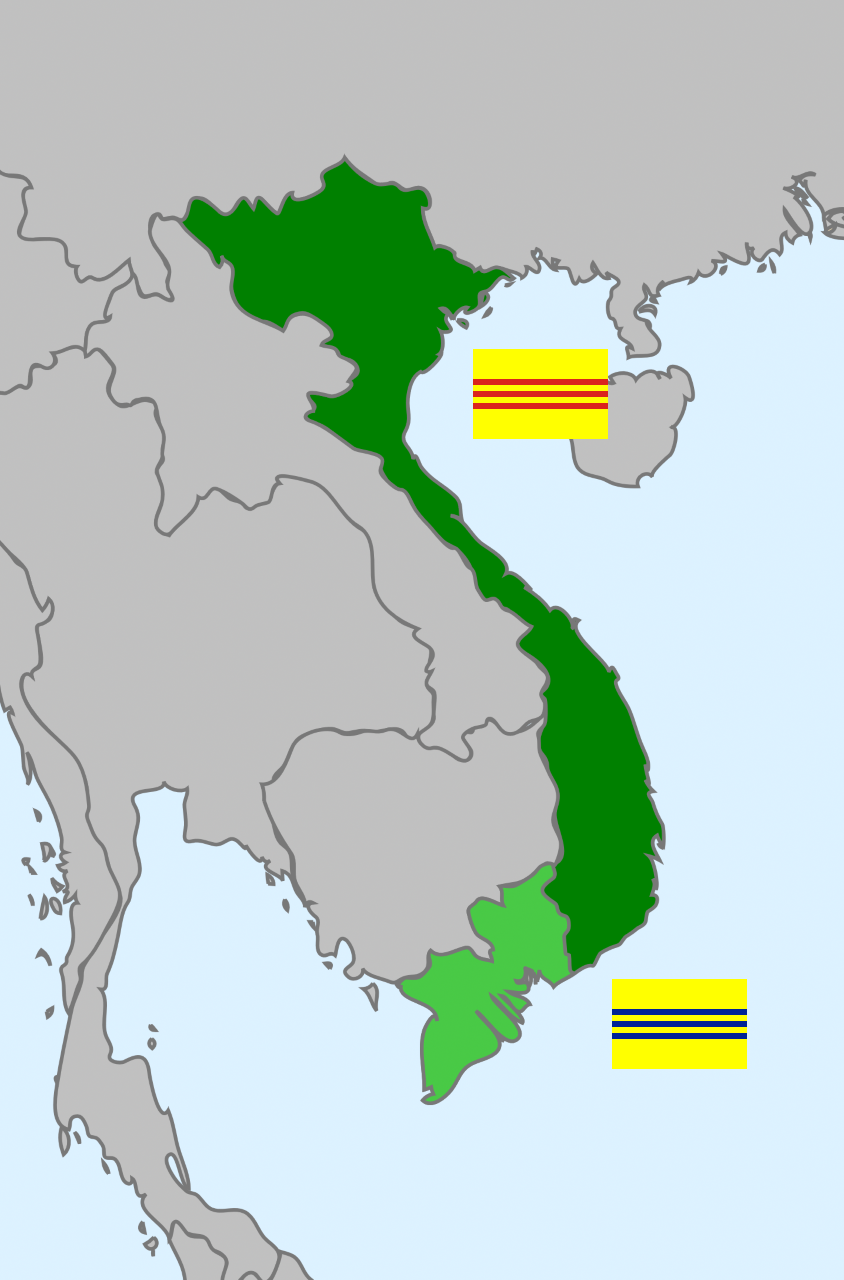
1948年的越南臨時中央政府（北）和南圻國（南）

隨後，阮文春的任務是領導一個過渡性的全國政府，直到保大的所有要求都得到滿足，同意擔任國家元首爲止。1948年5月27日，阮文春辭去南圻總理一職，轉而在河內市組建越南臨時中央政府。隨後，越南與法國在下龍灣簽署協定，殖民政府首次同意在協定中加入了“獨立”和“統一”這兩個詞。
雖然越南三地的統一是由各方共同策劃的，但具有殖民地地位的交趾支那（南圻）與安南和東京兩個保護國的聯合卻遭到了殖民者和自治派的阻撓。阮文春頒布了一項法令，將交趾支那與越南的其餘部分聯合起來，但被交趾支那議會拒絕。由陳文友領導的南圻政府繼續存在，而阮文春政府缺少權力，甚至成爲了一個“影子政府”。直到1949年夏天，圍繞交趾支那地位的法律問題才最終得以解決，越南國宣告成立。
1949年6月14日，保大帝回国，并于7月1日就任越南国國長兼總理，阮文春一度擔任副總理，後退休，與家人前往法國定居。1954年，阮文春回到越南，在吳廷琰政府擔任了一段時間的副總理和國防部長。在吳廷琰奪取政權後，阮文春再次前往法國，並與越南的政治流亡者們保持着聯繫。

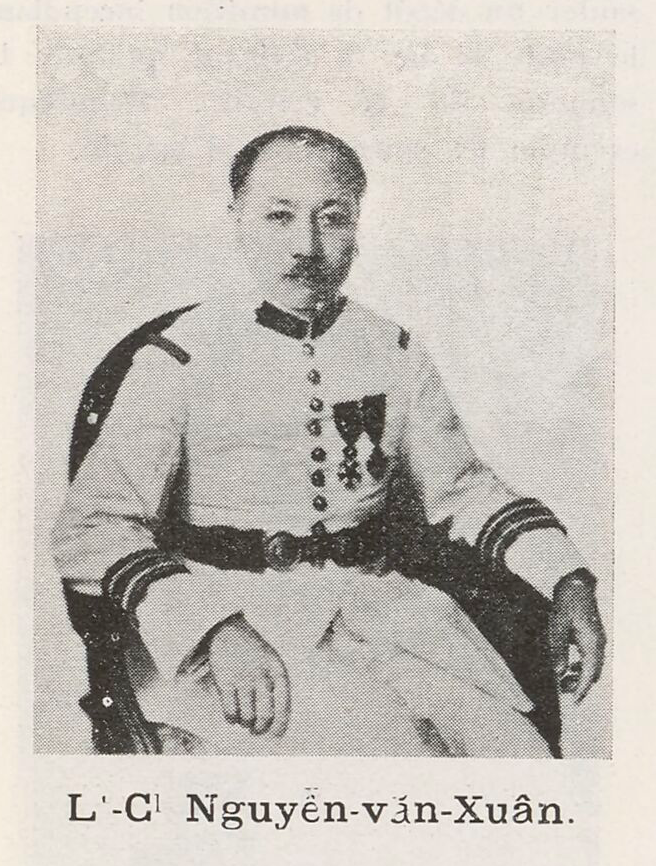
阮文春

1989年1月14日，阮文春在法国尼斯去世，享年96岁。

## 逸事
原越南共和國中將陳文敦在回憶錄中提到“阮文春才華洋溢，但是不會說越南語”，中國共產黨機關報《人民日報》在20世紀40年代末也稱“傀儡”阮文春“不會講越南語”。

## 荣誉
- 法國榮譽軍團勳章軍官勳位（1939年）[16]
- 1914年-1918年戰爭十字勳章（法语：Croix de guerre 1914-1918 (France)）（1916年）[16]

### 引用
1. ↑  . 人民日报. 1948-08-12  [2022-06-19]. （原始内容存档于2022-06-19）.
2. 1 2 3 4 5 6 7  Valéry, Maurice.  (PDF). Bulletin de l'ANAI. 1989年. （原始内容 (PDF)存档于2016-10-23）.
3. ↑  . bibli-aleph.polytechnique.fr.   [2022-06-19]. （原始内容存档于2021-01-18）.
4. ↑  Franchini 1988，第252頁.
5. ↑  Franchini 1988，第332頁.
6. ↑  Franchini 1988，第306頁.
7. ↑  Huỳnh Ái Tông.  (PDF).   [2022-06-19]. （原始内容 (PDF)存档于2020-01-14） （越南语）.
8. ↑  Franchini 1988，第373頁.
9. ↑  Franchini 1988，第385頁.
10. ↑  Devillers 1952，第418-419頁.
11. ↑  Franchini 1988，第395-396頁.
12. ↑  Franchini 1988，第396-407頁.
13. ↑  Mai Nguyễn. . nghiencuulichsu.com. 2015-04-22  [2022-06-19]. （原始内容存档于2021-06-13）.
14. ↑  波德柯帕耶夫. . 人民日报. 1949-06-24  [2022-06-19]. （原始内容存档于2022-06-19）. 他是一个离开安南很久，连祖国方言都不会讲的家伙。
15. ↑  . 人民日报. 1948-06-20  [2022-06-19]. （原始内容存档于2022-06-19）. 驻暹罗曼谷的越南通讯社负责人于十日宣称：侨居暹罗六十万越人，决不会承认法国在越南所制造的阮文春傀儡政府。并称，阮文春是法国人，他不会讲越南话。
16. 1 2  Editions du Gouvernement General de l'Indochine. . 河內. 1943: 105.

### 來源
- Devillers, Philippe. . 巴黎: Éditions du Seuil. 1952. ISBN 0404548199 （法语）.
- Franchini, Philippe.  第一卷. 1988. ISBN 2857042663. OCLC 715071049 （法语）.
- Franchini, Philippe.  第二卷. 1988. ISBN 2756402028.